# Brillion
Brillion ist eine Kleinstadt (mit dem Status „City“) im Calumet County im US-Bundesstaat Wisconsin. Im Jahr 2010 hatte Brillion 3148 Einwohner.

## Geografie
Brillion liegt im Osten Wisconsins am Black Creek, der über den Manitowoc River zum Einzugsgebiet des Michigansees gehört. Die Stadt liegt rund 20 km östlich des Lake Winnebago, 40 km westlich des Michigansees und 50 km südlich der Mündung des Fox River in die gleichfalls zum Michigansee gehörende Green Bay. 
Das Stadtgebiet erstreckt sich über eine Fläche von 6,7 km² und ist fast vollständig von der Town of Brillion umgeben, ohne dieser anzugehören. 
Benachbarte Orte sind Reedsville (10 km ostsüdöstlich), Collins (16,5 km südöstlich), Wells (11 km südlich), Potter (7,8 km südsüdwestlich), Hilbert (13 km südwestlich) und Forest Junction (8,2 km nordwestlich).
Die nächstgelegenen größeren Städte sind Green Bay (43 km nördlich), Wisconsins größte Stadt Milwaukee (143 km südlich), Chicago in Illinois (289 km in der gleichen Richtung), Wisconsins Hauptstadt Madison (187 km südwestlich), Appleton (36,7 km westnordwestlich), Eau Claire (325 km in der gleichen Richtung), die Twin Cities in Minnesota (455 km ebenfalls nordnordwestlich) und Wausau (193 km nordwestlich).

## Verkehr
Der U.S. Highway 10 führt durch den Norden des Stadtgebiets. Von diesem zweigt der County Highway PP nach Süden ab und verläuft als Hauptstraße durch das Stadtzentrum von Brillion. Alle weiteren Straßen sind untergeordnete Landstraßen, teils unbefestigte Fahrwege sowie innerstädtische Verbindungsstraßen.
Mit dem Outagamie County Regional Airport von Appleton befindet sich 46,5 km westnordwestlich der nächste Flughafen.

## Bevölkerung
Nach der Volkszählung im Jahr 2010 lebten in Brillion 3148 Menschen in 1298 Haushalten. Die Bevölkerungsdichte betrug 469,9 Einwohner pro Quadratkilometer. In den 1298 Haushalten lebten statistisch je 2,42 Personen. 
Ethnisch setzte sich die Bevölkerung zusammen aus 97,1 Prozent Weißen, 0,2 Prozent Afroamerikanern, 0,5 Prozent amerikanischen Ureinwohnern, 0,2 Prozent Asiaten sowie 0,9 Prozent aus anderen ethnischen Gruppen; 1,2 Prozent stammten von zwei oder mehr Ethnien ab. Unabhängig von der ethnischen Zugehörigkeit waren 2,8 Prozent der Bevölkerung spanischer oder lateinamerikanischer Abstammung. 
25,5 Prozent der Bevölkerung waren unter 18 Jahre alt, 58,3 Prozent waren zwischen 18 und 64 und 16,2 Prozent waren 65 Jahre oder älter. 50,6 Prozent der Bevölkerung waren weiblich.
Das jährliche Median-Einkommen eines Haushalts lag bei 57.367 USD. Das Pro-Kopf-Einkommen betrug 21.777 USD. 3,8 Prozent der Einwohner lebten unterhalb der Armutsgrenze.

## Persönlichkeiten
- Eda Nemoede Casterton (1877–1969), Malerin